# Yoshitaka Yabe
Yoshitaka Yabe, född 1876, död 1931, var en japansk botaniker som var specialiserad på fröväxter och ormbunksväxter.
Auktorsnamnet Y.Yabe kan användas för Yoshitaka Yabe i samband med ett vetenskapligt namn inom botaniken; se Wikipediaartiklar som länkar till auktorsnamnet.